# 兵庫県道523号塩田一宮線
兵庫県道523号塩田一宮線（ひょうごけんどう523ごう しおたいちのみやせん）は、兵庫県宍粟市を通る一般県道である。

## 概要
宍粟市山崎町塩田から宍粟市一宮町安積に至る。山崎町中央部の菅野谷、伊沢谷、梯谷、与位谷を横断的に結ぶ路線であるが、そのゆえに、大部分が未整備で通行不能区間となっている。

### 路線データ
- 起点：宍粟市山崎町塩田（兵庫県道433号塩田三日月線交点）
- 終点：宍粟市一宮町安積（安積橋交差点、国道29号・兵庫県道6号養父宍粟線上）
- 総延長：11.496 km
- 通行不能区間：宍粟市山崎町大谷 - 宍粟市山崎町梯、宍粟市山崎町梯 - 宍粟市山崎町与位

## 路線状況

### 重複区間
- 兵庫県道8号加美宍粟線（宍粟市山崎町田井・よいたいトンネル東交差点 - 宍粟市一宮町東市場・東市場交差点）
- 国道29号・兵庫県道6号養父宍粟線（宍粟市山崎町田井・よいたいトンネル東交差点 - 宍粟市一宮町安積・安積橋交差点（終点））

### 道路施設

#### 橋梁
- 井ヶ瀬橋（揖保川、宍粟市、国道29号重複区間内）

#### トンネル
- よいたいトンネル：延長409 m、2009年（平成21年）竣工、宍粟市

山崎町与位は山と揖保川に囲まれた地区で、他地域へは、山崎町清野地区経由で揖保川を橋で渡る（現在の当県道のルート）か、与位の洞門と呼ばれる川沿いの狭隘なトンネルを通るかしかないが、揖保川が氾濫すると、これら2本の道は沈み、たびたび陸の孤島と化すことがあった。これを解消すべく、現ルートのバイパス路線として建設されたのがよいたいトンネルであり、与位地区から山崎町田井地区の国道29号を結ぶ。2007年（平成19年）11月14日に貫通式が行われたが、揮発油税の暫定税率失効で2008年度（平成20年度）に数ヶ月間工事が中断し、2009年（平成21年）3月21日に供用開始された。開通とともに路線変更が行われ、与位から先、一宮町嶋田までの区間は市道に格下げとなった。

#### 道の駅
- 播磨いちのみや（宍粟市、国道29号重複区間内）

## 地理

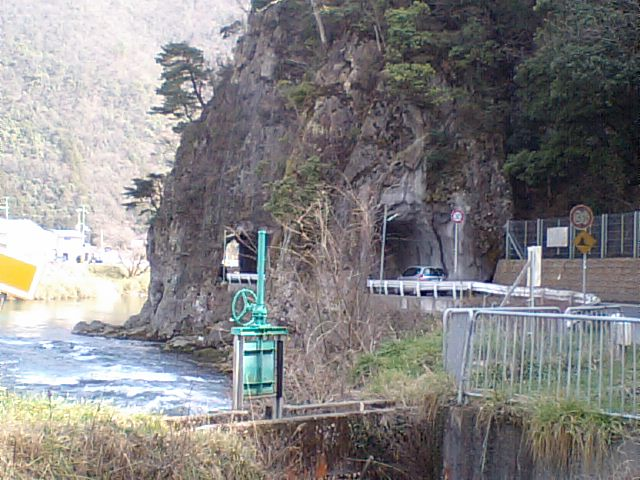
与位の洞門 車1台がかろうじて通れる幅である。かつてはトンネルはなく人々は巨岩の横の木製の桟橋を命がけで通った。

### 通過する自治体
- 兵庫県
  - 宍粟市

### 交差する道路
| 交差する道路                                                                                | 交差する場所 | 交差する場所             |
| ------------------------------------------------------------------------------------------- | ------------ | ------------------------ |
| 兵庫県道433号塩田三日月線                                                                   | 山崎町塩田   | 起点                     |
| 通行不能区間                                                                                |              |                          |
| 兵庫県道429号岩野辺山崎線                                                                   | 山崎町上牧谷 |                          |
| 通行不能区間                                                                                |              |                          |
| 国道29号 重複区間起点 兵庫県道6号養父宍粟線 重複区間起点 兵庫県道8号加美宍粟線 重複区間起点 | 山崎町田井   | よいたいトンネル東交差点 |
| 兵庫県道8号加美宍粟線 重複区間終点                                                          | 一宮町東市場 | 東市場交差点             |
| 国道29号 重複区間終点 兵庫県道6号養父宍粟線 重複区間終点                                    | 一宮町安積   | 安積橋交差点 / 終点      |

### 沿線
- 伊和簡易郵便局
- 宍粟市立はりま一宮小学校
- 宍粟市立一宮南中学校
- 播磨一宮郵便局